# Nectandra salicifolia
Nectandra salicifolia (Kunth) Nees – gatunek rośliny z rodziny wawrzynowatych (Lauraceae Juss.). Występuje naturalnie na obszarze od Meksyku aż po północną część Kostaryki. 

## Morfologia
PokrójZimozielone drzewo lub krzew dorastające do 8–25 m wysokości. Młode pędy są owłosione.
LiścieMają lancetowaty lub eliptyczny kształt. Mierzą 6–12 cm długości oraz 2–5 szerokości. Są skórzaste. Nasada liścia jest ostrokątna lub rozwarta. Wierzchołek jest ostry lub spiczasty. Ogonek liściowy jest nagi i dorasta do 5–11 mm długości.
KwiatySą zebrane w wiechy. Rozwijają się w kątach pędów. Dorastają do 6–14 cm długości. Płatki okwiatu pojedynczego mają kształt od podłużnego do eliptycznego. Są niepozorne – mierzą 3–5 mm średnicy.
OwocePestkowce o elipsoidalnym kształcie. Osiągają 9–14 mm długości. Osadzone są na szypułkach.

## Biologia i ekologia
Rośnie w wilgotnych lasach podzwrotnikowych (częściowo zimozielonych). Występuje na wysokości do 1400 m n.p.m.